# Lijst van gletsjers in Noorwegen

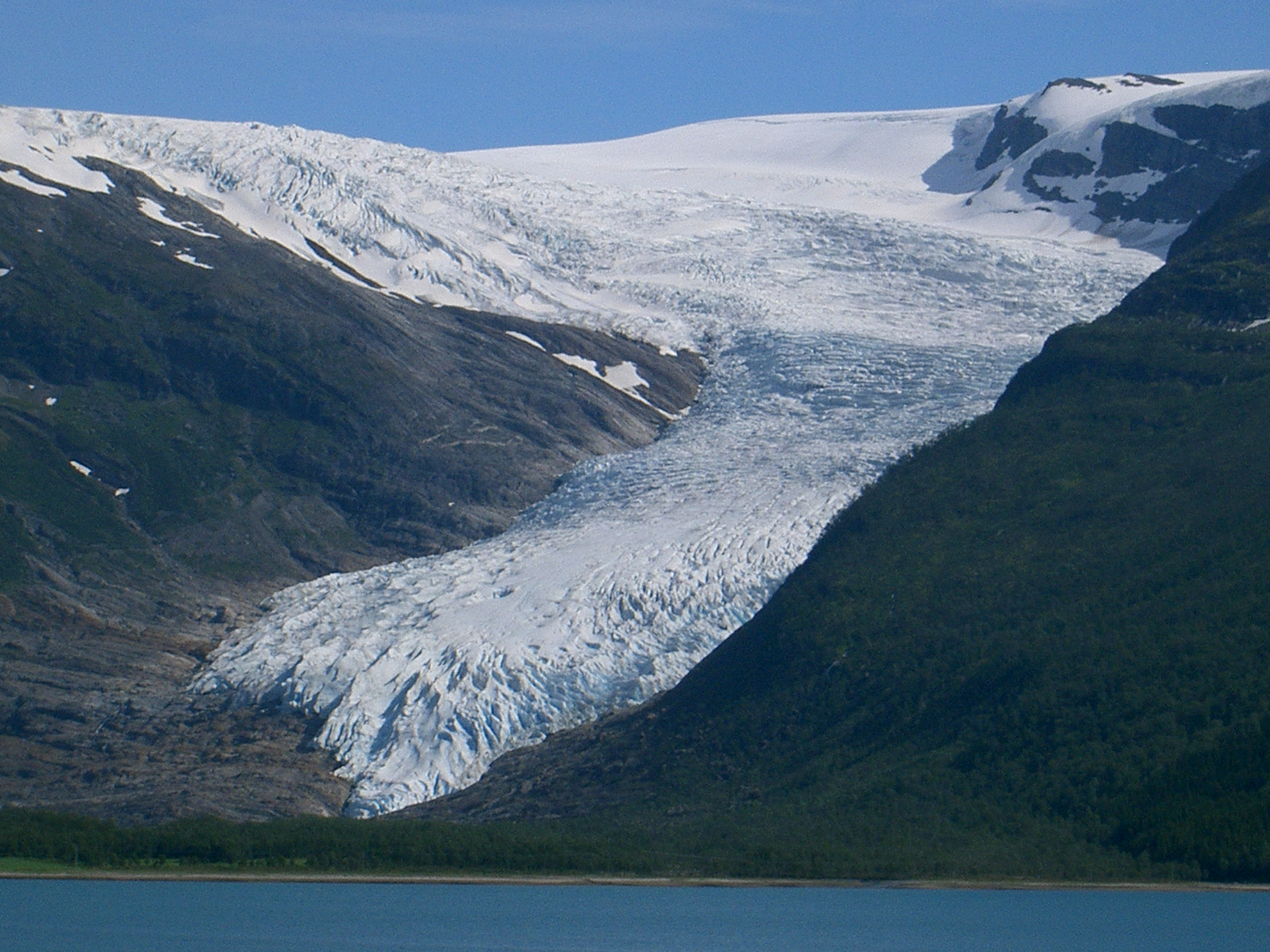
Svartisen, Engabreen, 7 meter boven zeeniveau (in 2004).

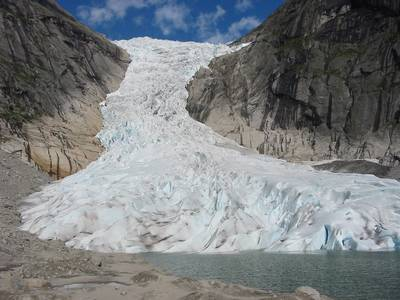
Briksdalsbreen, onderdeel van de Jostedalsbreen

Hieronder volgt een lijst van gletsjers in Noorwegen. De grootste gletsjer in Europa is de Austfonna op Nordaustlandet, Spitsbergen.
| Naam                             | Gebied (km²) | Fylke            |
| -------------------------------- | ------------ | ---------------- |
| Jostedalsbreen                   | 487          | Sogn og Fjordane |
| Vestre Svartisen                 | 221          | Nordland         |
| Søndre Folgefonna                | 168          | Hordaland        |
| Østre Svartisen                  | 148          | Nordland         |
| Blåmannsisen (Ålmåjalosjiegŋa)   | 87           | Nordland         |
| Hardangerjøkulen                 | 73           | Hordaland        |
| Myklebustbreen (Snønipebreen)    | 50           | Sogn og Fjordane |
| Okstindbreen                     | 46           | Nordland         |
| Øksfjordjøkelen (Ákšovunjiehkki) | 41           | Finnmark, Troms  |
| Harbardsbreen                    | 36           | Sogn og Fjordane |
| Sulitjelmaisen (Sállajiegŋa)     | 33           | Nordland         |
| Spørteggbreen                    | 28           | Sogn og Fjordane |
| Nordre Folgefonna                | 26           | Hordaland        |
| Gihtsejiegŋa                     | 25           | Nordland         |
| Frostisen (Ruostajiegŋa)         | 25           | Nordland         |